# Леонтія
Леонтія (*Leontia, д\н — після 610) — візантійська імператриця.

## Життєпис
Про походження Леонтії нічого невідомо. Можливо, мала фракійське походження. Приблизно в 580 або 590-х роках вийшла заміж за військовика Фоку. Напевне, супроводжувала того у військових таборах. 
У 602 році після сходження чоловіка на трон, 27 листопада Леонтія отримала титул Августи. У 607 році  видала свою доньку за коміта екскубіторіїв Пріска. Не мала жодного політичного впливу. Втім, ймовірно, надавала підтримку церкві. Також відоме її листування з папою римським Григорієм I.
У 610 році було повалено Фоку, якого незабаром страчено. Про діяльність Леонтії після цього нічого невідомо.

## Родина
Чоловік — Фока, візантійський імператор
Діти:
- Доменція, дружина Пріска